# 天主教大巴薩姆教區
天主教大巴薩姆教區 （拉丁語：Dioecesis Bassam Maioris）是科特迪瓦一個羅馬天主教教區，屬阿比讓總教區。
教區成立於1982年6月8日，包括阿博伊索省、大巴桑省，以及布埃港和庫馬斯。2006年有教友185,000人（佔轄區總人口13.8%）、廿六個堂區、105名司鐸。現任教區主教為雷蒙‧阿烏阿。